# Desaulcya
Desaulcya är ett släkte av insekter. Desaulcya ingår i familjen vårtbitare.
Kladogram enligt Catalogue of Life:
| Desaulcya | \| \| Desaulcya ampulla \| \| \| \| \| \| Desaulcya congica \| \| \| \| \| \| Desaulcya pictipennis \| \| \| \| |
|           | \| \| Desaulcya ampulla \| \| \| \| \| \| Desaulcya congica \| \| \| \| \| \| Desaulcya pictipennis \| \| \| \| |
|           | Desaulcya ampulla                                                                                               |
|           | |
|           | Desaulcya congica                                                                                               |
|           | |
|           | Desaulcya pictipennis                                                                                           |
|           | |